# キム・グヮンホ
キム・グヮンホ（英語: Kim Gwang Ho、1973年8月7日 - ）は、北朝鮮出身の男性フィギュアスケート選手（ペアスケーティング）。パートナーはコ・オクラン。
1992年アルベールビルオリンピック北朝鮮代表。北朝鮮代表として史上初めてペア競技でオリンピック出場を果たす。

## 主な戦績
| 大会/年          | 1991-92 |
| ---------------- | ------- |
| 冬季オリンピック | 18      |